# Myrmarachne isolata
Myrmarachne isolata es una especie de arañas araneomorfas de la familia Salticidae.

## Distribución geográfica
Es endémica de la isla Santa Elena.